# 吉川里奈
吉川 里奈（よしかわ りな、1987年5月25日 - ）は、日本の政治家。参政党所属の衆議院議員（1期）、参政党国会議員団幹事長代理。看護師、保健師。

## 経歴
大阪府出身。小学5年生の時に良性の腫瘍を取り除く手術を受けたことで医療従事者を目指す。大阪府立大学看護学部看護学科を卒業後、大学病院の看護師として手術室・血液内科病棟・血管内治療室にてカテーテル専門看護師として7年勤務。その後、アートメイク専門看護師となる。
2023年6月、参政党東京1区国政改革委員に就任。
2024年3月15日、参政党は衆議院東京15区選出の柿沢未途の不祥事・辞職に伴う衆議院補欠選挙に吉川を擁立すると発表。4月28日の投開票の結果、得票率5.06%で、9人中6位で落選という結果に終わった。

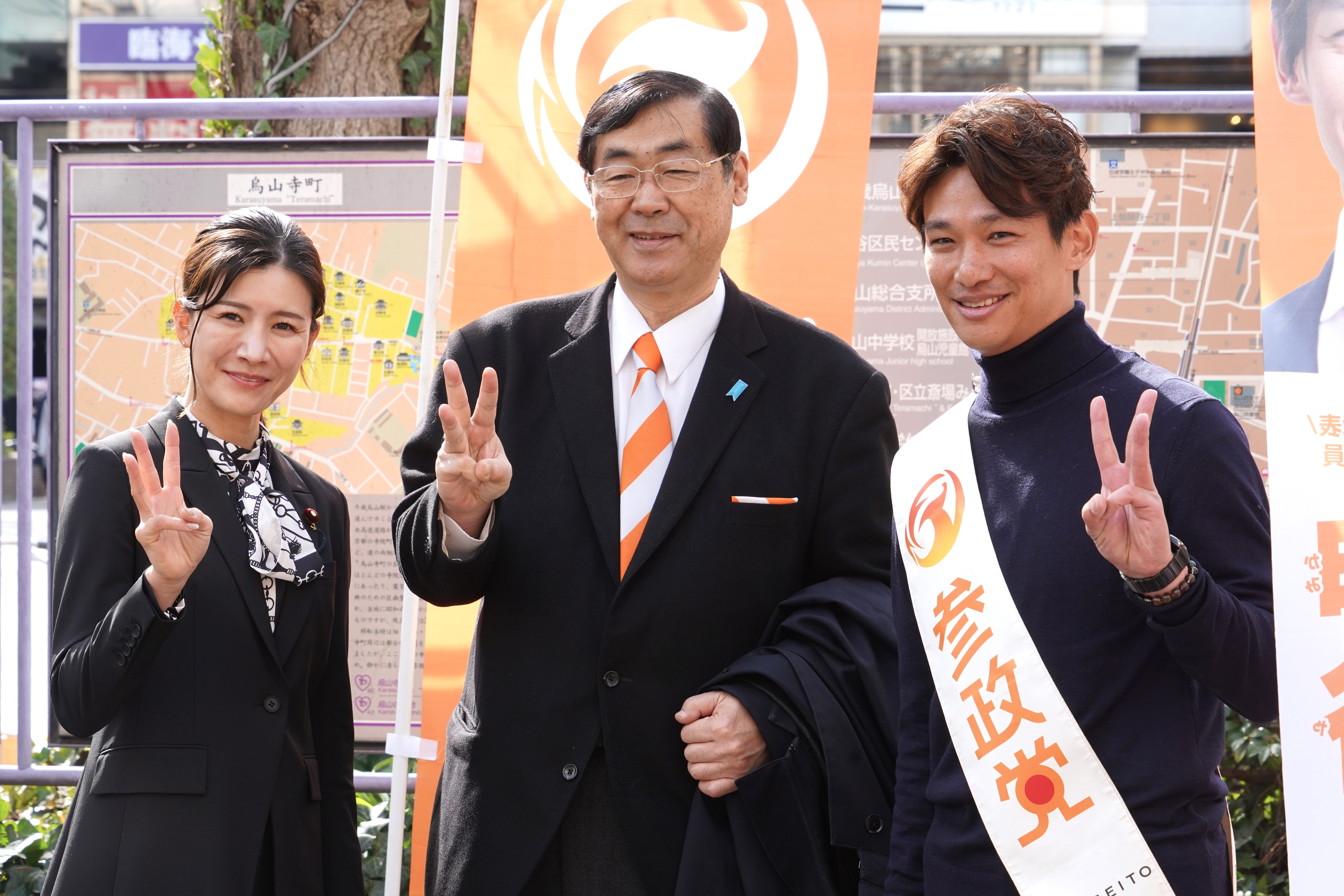
2025年2月16日、烏山区民会館前にて松田学（中央）望月正謹（右）と

その後10月3日に九州ブロック比例国政改革委員に就任し、27日執行の第50回衆議院議員総選挙には比例九州ブロック単独の1位にて立候補した。同ブロックで参政党は1議席を獲得したため、初当選を果たした（比例名簿2位は小選挙区との重複立候補の候補2人、4位は比例単独候補だった）。10月28日、党のボードメンバーに就任した。
2025年5月9日に行われる、結党以来初めてとなる参政党の代表選挙に立候補した。開票の結果、現職の神谷宗幣169票、吉川45票、副代表の川裕一郎36票となり、吉川は落選した。
8月1日、参政党国会議員団幹事長代理に就任。

## 人物・発言

### 「我が国の最小単位は個人ではなく、家族」発言
2025年6月16日、吉川はX（旧ツイッター）に、「選択的夫婦別姓は、 苗字だけの問題じゃないですからね。 社会の最小単位である家族よりも個人第一主義、 多数の国民よりも業界団体の声が最優先になっていますよ」と投稿した。
2025年7月19日、NHKの「“選択的夫婦別姓導入で戸籍なくなる” SNSで根拠ない投稿拡散」という記事を紹介するXの投稿に対して、吉川は引用した上で「ジェンダー平等、戸籍に縛られたくない方々の都合の良いように、法改正はさせません。我が国の最小単位は個人ではなく、家族なので」と投稿した。
法務省によると、1996年の答申に沿って選択的夫婦別姓制度が導入された場合、別々の苗字を選んだ夫婦とその子どもも、現在と同様に1つの戸籍に入る。法務省は「仮に制度が導入された場合であっても、戸籍の機能や重要性は変わるものではない」としていて、ウェブサイトで、その戸籍の記載例を紹介している。

## 選挙歴
| 当落 | 選挙                     | 執行日         | 年齢 | 選挙区           | 政党   | 得票数 | 得票率 | 定数 | 得票順位 /候補者数 | 政党内比例順位 /政党当選者数 |
| ---- | ------------------------ | -------------- | ---- | ---------------- | ------ | ------ | ------ | ---- | ------------------ | ---------------------------- |
| 落   | 第49回衆議院議員補欠選挙 | 2024年4月28日  | 36   | 東京都第15区     | 参政党 | 8639票 | 5.06%  | 1    | 6/9                | /                            |
| 当   | 第50回衆議院議員総選挙   | 2024年10月27日 | 37   | 比例九州ブロック | 参政党 | ーー票 | ーー   | 20   | /                  | 1/1                          |

## 政策・主張

### 外交・安全保障
- 日本国憲法9条を改正して自衛隊を明記すべき。憲法に緊急事態条項を設けることには反対[15][16][17]。
- 日本は核兵器を保有すべき[17]。
- 日本の防衛力はさらに強化すべき。防衛費増額の財源をまかなうための増税には反対[15]。
- 普天間飛行場の名護市辺野古への移設に賛成[17]。
- ロシアのウクライナ侵攻を受けたウクライナへの支援は縮小すべき[17]。

### 経済
- 消費税率を10%から引き下げるべき[17]。
- 財政規律より積極的な財政出動を優先すべき[15]。
- 原子力発電は新設や建て替え等を含め、今後も活用するべき[16][17]。
- 再生可能エネルギーの割合は減らすべき[15]。
- 解雇規制の緩和に反対[16][17]。
- 外国人労働者の受け入れは抑制すべき[16][17]。

### 社会
- 女性天皇・女系天皇に反対[15][16][17]。
- 同性婚の合法化に反対[15][16][17]。
- 選択的夫婦別姓制度の導入に反対[15][16][17]。
- 緊急避妊薬（アフターピル）を入手しやすくすることに反対[16]。
- マイナンバーカードと保険証の一体化にともなう、従来の健康保険証の廃止に反対[15]。